# HD182308
HD182308 — хімічно пекулярна зоря спектрального класу B9, що має видиму зоряну величину в смузі V приблизно  6,5.
Вона  розташована на відстані близько 901,0 світлових років від Сонця.

## Пекулярний хімічний склад
Зоряна атмосфера HD182308 має підвищений вміст 
Hg
.